# شاهزاده والیانت (فیلم ۱۹۹۷)
شاهزاده والیانت (به انگلیسی: Prince Valiant) یا شاهزاده شجاع یک فیلم مستقل ماجراجویانه و عاشقانه محصول سال ۱۹۹۷ به کارگردانی آنتونی هیکاکس است. در این فیلم بازیگرانی همچون استیون مویر، کاترین هیگل، توماس کرتشمن، جوانا لاملی، ران پرلمن، ادوارد فاکس، وارویک دیویس، گاوان اوهرلیهی ایفای نقش کرده‌اند. داستان فیلم دربارهٔ شاه آرتور که در کملوت فرمانروایی می‌کند و کسانی که سعی دارند حکومت را از او بگیرند است…